# 代謝経路
代謝経路（たいしゃけいろ、英: metabolic pathway）とは、生化学において細胞の中で起きる連鎖的な化学反応のことである。酵素反応の反応物、生成物、中間体は代謝産物と呼ばれ、酵素が触媒する一連の化学反応によって修飾される:26。ほとんどの代謝経路では、ある酵素の生成物は次の酵素の基質として機能する。ただし、副産物は廃棄物とみなされて、細胞から除かれる。これらの酵素が機能するためには、多くの場合、食事無機質、ビタミン、およびその他の補因子を必要とする。
さまざまな代謝経路が、真核細胞内におけるその位置や、特定の細胞区画におけるその経路の重要性に基づいて機能する。たとえば、電子伝達系および酸化的リン酸化は、すべてミトコンドリア膜で起こる:73, 74 & 109。一方、解糖系、ペントースリン酸経路、および脂肪酸生合成は、いずれも細胞の細胞質基質で起こる:441–442。
代謝経路には2種類あり、エネルギーを利用して分子を合成する能力（同化経路）と、複雑な分子を分解してその過程でエネルギーを放出する能力（異化経路）を持つことを特徴とする。これらの2つの経路は、一方から放出されたエネルギーを、もう一方が使い切るという点で、互いに補完し合っている。異化経路の分解プロセスによって、同化経路の生合成を行うために必要なエネルギーが供給される。これらの2つの異なる代謝経路に加え、両生代謝経路があり、エネルギーの必要性や利用可能性に基づいて、異化または同化のいずれかを行うことができる。
これらの経路は生体内の恒常性を維持するために必要であり、経路を通る代謝物のフラックス（流束）は、細胞での必要性と基質の利用可能性に応じて制御される。ある経路の最終生成物は、すぐに使用されることも、別の代謝経路を開始することも、後で使用するために保存されることもある。細胞の代謝は、相互接続された経路の精巧な代謝経路網から構成され、分子の合成と分解（同化と異化）を可能にする。

## 概要

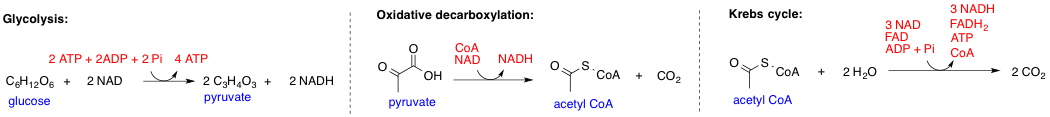
グルコース解糖系、ピルビン酸脱炭酸、クエン酸回路（クレブス回路）の各代謝経路の純反応

それぞれの代謝経路は、1つの化学反応の生成物が続く反応の基質となるなど、中間体によってつながった一連の生化学反応から構成されている。代謝経路はしばしば一方向に流れるものと考えられている。すべての化学反応は技術的には可逆的であるが、細胞内の環境は、反応が一方向に進む方がフラックスが熱力学的に有利であることが多い。たとえば、ある経路で特定のアミノ酸の合成が行われるとしても、そのアミノ酸の分解は別の経路を通じて行われる。この「ルール」の例外の一例としてグルコースの代謝がある。解糖系ではグルコースの分解が行われるが、解糖経路のいくつかの反応は可逆的でグルコースの再合成（糖新生）が行われる。
- 解糖系は最初に発見された代謝経路である。

1. グルコースが細胞内に入ると、ATPによってすぐにリン酸化され、不可逆的な第1段階でグルコース6-リン酸となる。
2. 脂質またはタンパク質のエネルギー源が過剰な場合、解糖経路の特定の反応が逆向きに進んでグルコース6-リン酸を生成し、これがグリコーゲンあるいはデンプンとして貯蔵される。

- 代謝経路はしばしばフィードバック阻害によって制御される。
- クエン酸回路（クレブス回路、TCA回路ともいう）のように、回路内の各構成分子がその回路に後続する反応の基質となって、循環して流れる代謝経路もある（説明は後述）。
- 真核生物の同化経路と異化経路は、しばしば互いに独立し、細胞小器官の区画によって物理的に分離されるか、異なる酵素や補因子の要件によって生化学的に分離されている。

## 主要代謝経路
| 炭素固定 光呼吸 ペントース · リン酸経路 クエン酸 · 回路 グリオキシ · ル酸回路 尿素回路 脂肪酸合成 脂肪酸伸長 β酸化 ペルオキシ · ソーム β酸化 · グリコーゲ · ン分解 グリコー · ゲン合成 解 · 糖 · 系 糖 · 新 · 生 ピルビン酸 · 脱炭酸反応 発酵 ケトン体分解 ケトン · 体生成 糖新生 · への供給路 直接/C4/CAM · 炭素供給 明反応 酸化的 · リン酸化 アミノ酸 · 脱アミノ化 クエン酸 · シャトル 脂質生合成 脂肪分解 ステロイド生合成 メバロン酸経路 非メバロン酸経路 シキミ酸 · 経路 転写 & 複製 翻訳 タンパク質分解 グリコシル化 · 糖酸 二糖/多糖 · & 糖鎖 単糖 イノシトール · リン酸 アミノ糖 · & シアル酸 糖ヌクレオチド ヘキソース · リン酸 トリオース · リン酸 グリセロール グリセリン酸リン酸 ペントース · リン酸 テトロース · リン酸 プロピオ · ニルCoA コハク酸 アセチル · CoA ペントースリン酸 グリセリン酸リン酸 グリオ · キシル酸 光化学系 ピルビン酸 乳酸 アセチル · CoA クエン酸 オキサ · ロ酢酸 リンゴ酸 スクシ · ニル · CoA α-ケトグルタル酸 ケトン体 電子伝達系 セリン アラニン 分枝鎖アミノ酸 アスパラ · ギン酸 ホモセリン群 · & リシン グルタミン酸 · & プロリン アルギニン クレアチン · & ポリアミン ケトン体産生 & · 糖原性アミノ酸 アミノ酸 シキミ酸 芳香族アミノ酸 & · ヒスチジン アスコルビン酸 · (ビタミンC) δ-ALA 胆汁色素 ヘム コバラミン (ビタミンB12) ビタミン · B群 カルシフェロー · ル (ビタミンD) レチノイド · (ビタミンA) キノン (ビタミンK)& · トコフェロール (ビタミンE) 補因子 ビタミン · & ミネラル 抗酸化物質 PRPP ヌクレオチド 核酸 タンパク質 糖タンパク質 & · プロテオグリカン クロロフィル MEP MVA アセチル · CoA ポリケチド テルペノイド骨格 テルペノイド · & カロテノイド (ビタミンA) コレステロール 胆汁酸 グリセロ · リン脂質 グリセロ脂質 アシルCoA 脂肪酸 スフィンゴ · 糖脂質 スフィンゴ脂質 蝋 多価不飽和 · 脂肪酸 神経伝達物質 & · 甲状腺ホルモン ステロイド 内在性カン · ナビノイド エイコサノイド 主要代謝経路の路線図様の地図。任意のテキスト (経路名、代謝物名) をクリックすると該当する記事に移動する。 一重線：ほとんどの生活型に共通する経路。二重線：ヒトには存在しない経路 (植物、菌類、原核生物などに存在する) 。 オレンジ色の節: 炭水化物代謝。 紫色の節: 光合成。 赤色の節: 細胞呼吸。 ピンク色の節: 細胞シグナル伝達。 青色の節: アミノ酸代謝。 灰色の節: ビタミンおよび補因子の代謝。 茶色の節: ヌクレオチドおよびタンパク質の代謝。 緑色の節: 脂質代謝。 |

### 異化経路（異化作用）
異化経路（英: catabolic pathway）とは、エネルギー担体であるアデノシン二リン酸（ADP）やグアノシン二リン酸（GDP）に高エネルギーリン酸結合の形で形成され、それぞれアデノシン三リン酸（ATP）とグアノシン三リン酸（GTP）を生成し、エネルギーの純放出をもたらす一連の反応である:91–93。最終生成物の自由エネルギーが低くなるため、それによって、この正味の反応は熱力学的に有利である:578–579。異化経路は、糖質、脂質、タンパク質などのエネルギー源からATP、GTP、NADH、NADPH、FADH2などの形で化学エネルギーを生産する発エルゴン反応系である。最終生成物は、多くの場合、二酸化炭素と水、およびアンモニアである。同化作用の吸エルゴン反応と相まって、細胞は同化経路の元の前駆体を用いて新しい高分子を合成することができる。共役反応の例は、解糖経路におけるホスホフルクトキナーゼ酵素によるフルクトース-6-リン酸のリン酸化で、ATPの加水分解を伴い、中間体のフルクトース-1,6-ビスリン酸が生成される。この代謝経路での化学反応は熱力学的に非常に有利で、そのため、細胞内では不可逆的である。
{\displaystyle {\ce {Fructose-6-Phosphate + ATP -> Fructose-1,6-Bisphosphate + ADP}}}

#### 細胞呼吸
すべての生物は、エネルギーを生産する異化経路のコアセットを何らかの形で持っている。これらの経路は、栄養素の分解によって放出されたエネルギーを、ATPやその他のエネルギーとして使用される小分子（GTP、NADPH、FADHなど）に変換する。すべての細胞は解糖系による嫌気呼吸を行うことができる。さらに、ほとんどの生物は、クエン酸回路と酸化的リン酸化によって、より効率的な好気呼吸を行うことができる。さらに、植物、藻類、シアノバクテリアは、太陽光を利用して光合成を行い、非生物から化合物を同化的に合成することができる。

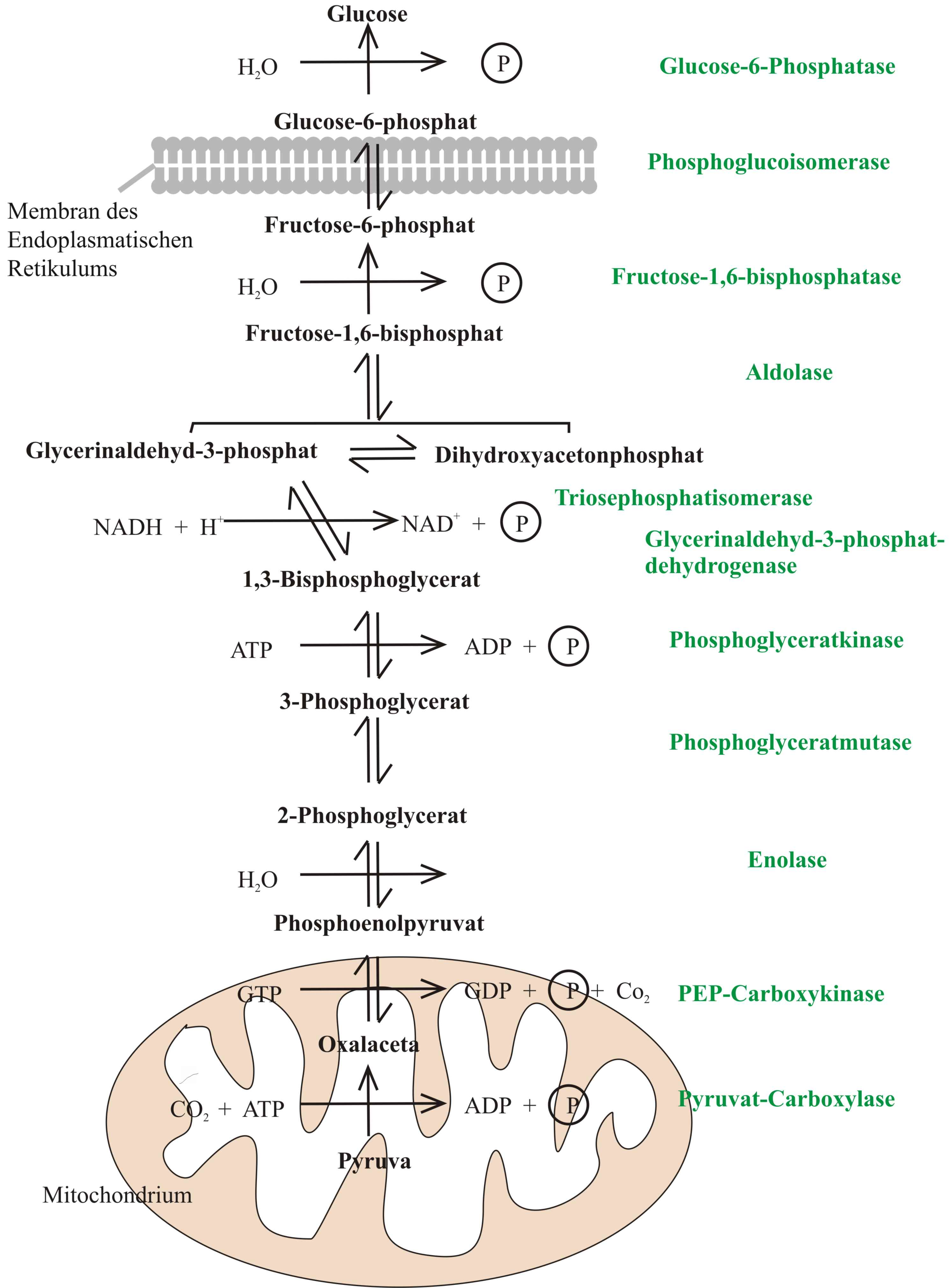
糖新生のメカニズム

### 同化経路（同化作用）
前述の異化経路とは対照的に、同化経路（英: anabolic pathways）はポリペプチド、核酸、タンパク質、多糖類、脂質などの高分子を構築するためにエネルギーの入力が必要である。同化作用の孤立反応は、正のギブス自由エネルギー（+ΔG）により細胞内では不利である。そのため、発エルゴン反応とのカップリングによる化学エネルギーの入力が必要である:25–27。異化経路のカップリング反応は、同化経路の活性化エネルギー全体を低下させ、反応が起こるようにすることで、反応の熱力学に影響を与える:25。そうでなければ、吸エルゴン反応は非自発的である。
同化経路は生合成経路であり、より小さな分子を組み合わせて、より大きく複雑な分子を形成することを意味する:570。一例として、解糖系の逆経路は糖新生と呼ばれ、血液中のグルコース濃度を適切に保ち、脳や筋肉組織に適当量のグルコースを供給するために肝臓や時には腎臓で行われる。糖新生は解糖系の逆経路と似ているが、解糖系とは異なる3つの酵素を含んでいるため、この経路は自発的に行われるようになる。糖新生の経路の一例を、右上の画像「糖新生のメカニズム」で示している。

### 両性代謝経路
両性代謝経路（英: amphibolic pathway）とは、エネルギーの利用可能性または必要性に基づいて、異化または同化のいずれかになりうる経路のことである:570。生体細胞におけるエネルギー通貨はアデノシン三リン酸（ATP）であり、そのエネルギーをリン酸無水物結合に蓄積している。このエネルギーは、細胞内で生合成を行ったり、運動を促進したり、能動輸送を調節するために利用される:571。両性代謝経路の例として、クエン酸回路やグリオキシル酸回路がある。これらの一連の化学反応には、エネルギーを生産する経路と利用する経路の両方が含まれている:572。右はTCA回路の両性代謝特性を示す図である。

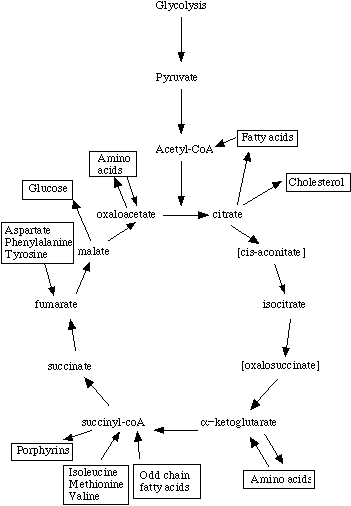
クエン酸回路の両性代謝特性を示す

グリオキシル酸シャント経路はクエン酸回路（TCA）の代替経路で、TCAの経路を変更することで、炭素化合物の完全な酸化を防ぎ、高エネルギー炭素源を将来のエネルギー源として保存する。この経路は植物や細菌にのみ存在し、グルコース分子が存在しない状態で起こる。

## 調節
経路全体のフラックス（流束）は、律速段階によって調節されている:577–578。これは、反応のネットワークの中で最も遅い段階である。律速段階は経路の初期に起こり、フィードバック阻害によって制御され、最終的に経路全体の速度を制御する。細胞内の代謝経路は、共有結合的または非共有結合的な修飾によって調節される。共有結合による修飾は化学結合の付加や除去を伴うが、非共有結合による修飾（アロステリック制御とも呼ばれる）は水素結合、静電相互作用、ファンデルワールス力を介した酵素へのレギュレータの結合である。
代謝フラックスとも呼ばれる、代謝経路の代謝回転速度は、化学量論的反応モデル、代謝物の利用速度、および脂質二重層を横切る分子の移動速度に基づいて制御される。その制御方法の分析は、核磁気共鳴分光法（NMR）またはガスクロマトグラフィー質量分析法（GC-MS）による質量組成など、炭素13標識を用いる実験に基づいている。これらの技術は、タンパク質を構成するアミノ酸の質量分布を、細胞内の酵素の触媒活性に統計的な解釈として統合する:178。

## 代謝経路を標的とした臨床応用

### 酸化的リン酸化の標的化
代謝経路は、臨床的な治療用途のために標的とすることができる。たとえば、ミトコンドリアの代謝経路網には、がん細胞の増殖を防ぐために化合物が標的とすることができるさまざまな経路がある。そのような経路の1つは、電子伝達系（ETC）内の酸化的リン酸化（OXPHOS）である。さまざまな阻害剤は、複合体I、II、III、IVで起こる電気化学反応をダウンレギュレート（低下）することにより、電気化学的勾配の形成を妨げ、ETCを介した電子の移動をダウンレギュレートすることができる。また、ATP合成酵素で起こる基質レベルのリン酸化を直接阻害し、がん細胞の増殖に必要なエネルギーを供給するATPの生成を阻害することもできる。これらの阻害剤の中には、ロニダミンやアトバコンなど、それぞれ複合体IIと複合体IIIを阻害するものがあり、現在、FDA承認のための臨床試験が行われている。FDA承認されていない他の阻害剤も、in vitroで実験的な成功を示している。

### ヘムの標的化
ヘムの生合成や吸収は、がんの進行の増進と相関していることから、複合体I、II、IVに存在する重要な補欠分子族（接合団）であるヘムも標的とすることができる。さまざまな分子が、さまざまな機構でヘムを阻害することができる。たとえば、サクシニルアセトンは、マウス赤白血病細胞において、6-アミノレブリン酸を阻害することにより、ヘム濃度を低下させることが示されている。また、HSP1やHSP2などのヘム隔離ペプチドの一次構造を改変することで、ヘム濃度をダウンレギュレートさせ、非小細胞肺がん細胞の増殖を抑制することができる。

### トリカルボン酸回路とグルタミン分解の標的化
トリカルボン酸回路（TCA）とグルタミン分解は、がん細胞の生存と増殖に不可欠であるため、がん治療の標的とすることができる。イボシデニブとエナシデニブというFDA承認の2つのがん治療薬は、それぞれイソクエン酸デヒドロゲナーゼ-1（IDH1）とイソクエン酸デヒドロゲナーゼ-2（IDH2）を阻害することにより、がん細胞のTCA回路を阻止することができる。イボシデニブは急性骨髄性白血病（AML）および胆管がんに特異的で、エナシデニブは急性骨髄性白血病（AML）のみに特異的である。
胆管がんとIDH-1変異を有する成人患者185名からなる臨床試験では、イボシデニブに無作為に割り付けられた患者において、統計的に有意な改善が認められた（p<0.0001; HR: 0.37）。ただし、これらの患者には、倦怠感、吐き気、下痢、食欲減退、腹水、貧血などの有害作用が見られた。AMLとIDH2遺伝子変異を有する成人199名を対象とした臨床試験では、患者の23%がエナシデニブ投与中に中央値8.2ヶ月の完全奏効（CR）または部分的な血液学的回復を伴う完全奏効（CRh）を経験した。試験開始時に輸血を必要とした患者157名のうち、34%はエナシデニブ投与期間の56日間に輸血を必要としなくなった。試験開始時に輸血を必要としなかった42%の患者のうち、76%は試験終了までに依然として輸血を必要としなかった。エナシデニブの副作用には、悪心、下痢、ビリルビンの上昇、そして最も顕著なものとして分化症候群が含まれていた。
グルタミン分解の第一反応において、加水分解的な脱アミド化を介してグルタミンをグルタミン酸に変換する酵素グルタミナーゼ（GLS）も標的となりうる。近年、アザセリン、アシビシン、CB-839など多くの小分子がグルタミナーゼを阻害することで、がん細胞の生存率を引き下げ、がん細胞のアポトーシスを誘導することが示されている。CB-839は、卵巣がん、乳がん、肺がんなど、いくつかの癌種で有効な抗腫瘍効果を示すことから、現在、FDA承認に向けた臨床試験が行われている唯一のGLS阻害剤である。

## 参照項目
- 代謝 - 生物における生命維持のための一連の化学反応のこと
- 代謝経路網（英語版） - 細胞の生理学的および生化学的特性を決定する代謝および物理的プロセスの完全な集まり
- 代謝経路モデリング（英語版） - 特定の生物の分子メカニズムを可視化し理解を深める方法
- 代謝工学（英語版） - 細胞内の遺伝子や制御プロセスを最適化し、細胞が特定の物質を生産できるようにすること
- KaPPA-View4（英語版） - オーミックスデータから代謝制御に関するデータを収録した代謝経路データベース